# Rektorskapelle (Tauberbischofsheim)

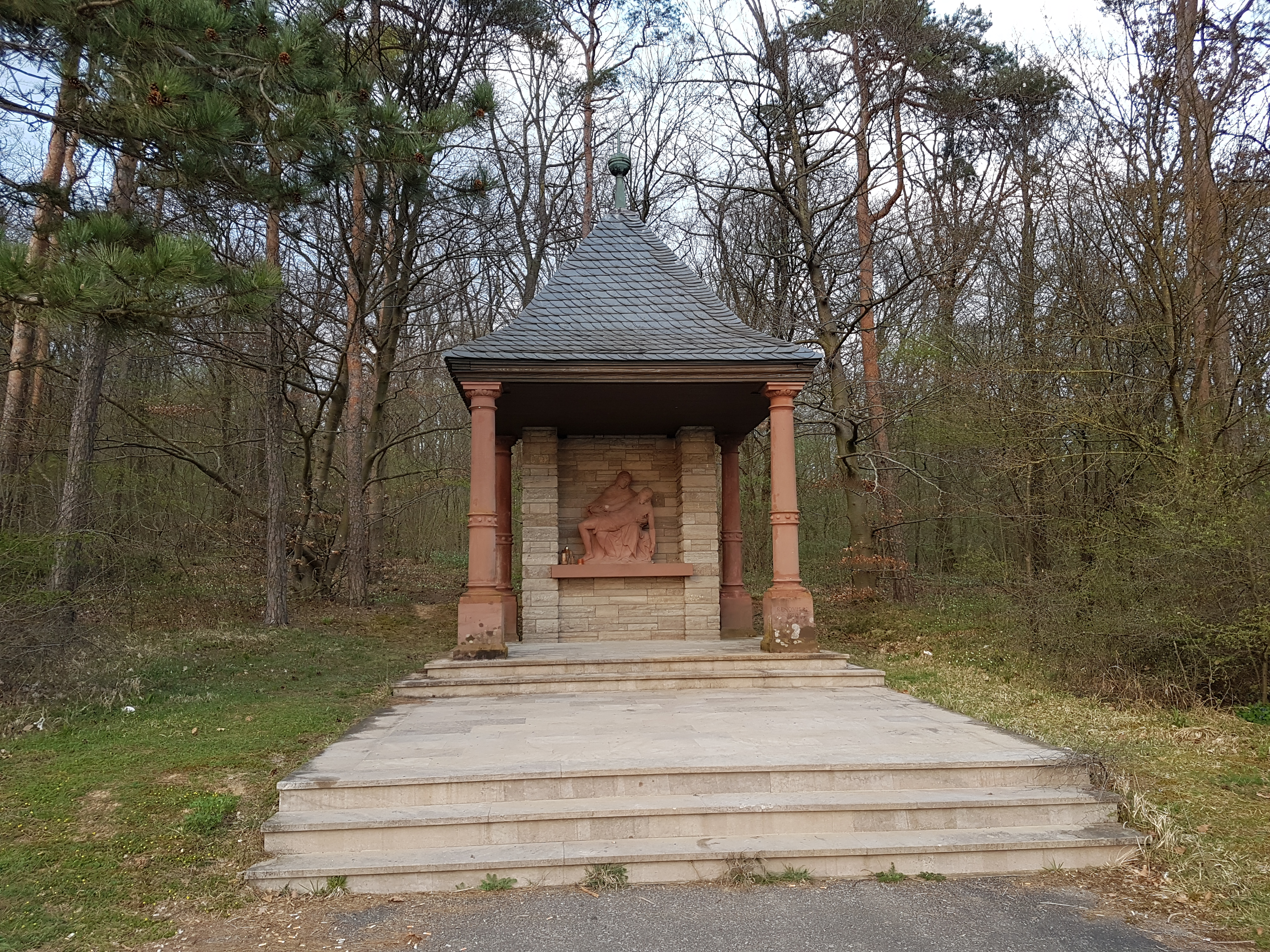
Die Rektorskapelle an ihrem heutigen Standort am Hammberg in Tauberbischofsheim, 2017

Die römisch-katholische Rektorskapelle (auch Hammbergkapelle) befindet sich auf dem Hammberg im Gewann Vorderer Heimberg in Tauberbischofsheim im Main-Tauber-Kreis in Baden-Württemberg.

## Geschichte

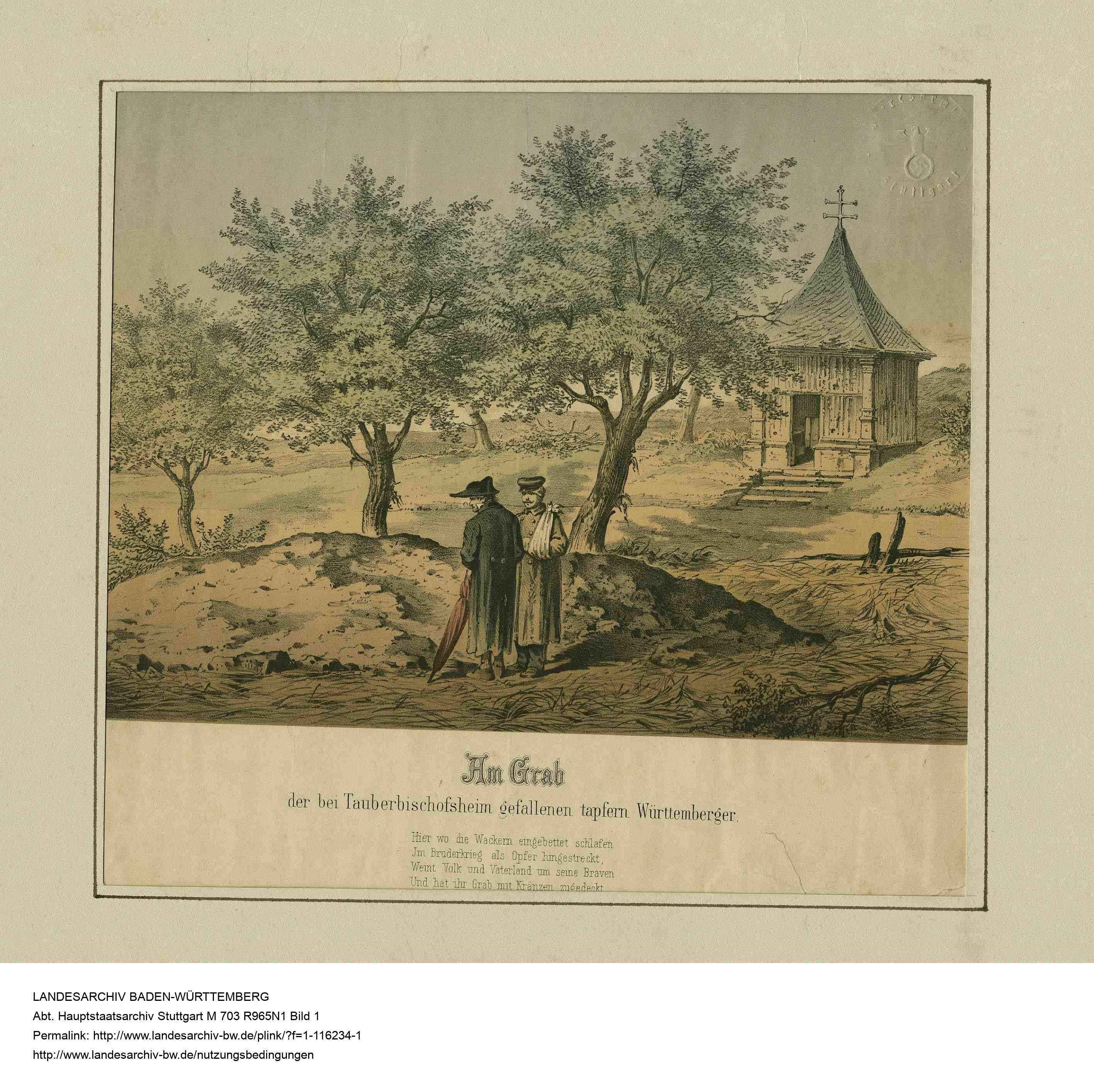
Gemälde „Am Grab“ – Die Rektorskapelle im Hintergrund an ihrem ursprünglichen Standort; im Vordergrund ein Massengrab des Gefechts bei Tauberbischofsheim während des Deutschen Krieges am 24. Juli 1866; dort wurde später das Württembergische Kriegerdenkmal errichtet

Die sogenannte Rektorskapelle wurde 1626 als Wegkapelle errichtet und befand sich damals an einem anderen Standort in der Nähe des Krankenhauses Tauberbischofsheim an der Albert-Schweitzer-Straße (Alte Würzburger Straße). Sie wurde laut Säuleninschrift von Caspar Liebler (dem Erbauer eines überaus stattlichen Fachwerkhauses von 1628, Hauptstraße 21) und Jacob Trefs gestiftet. Der Name der Kapelle – „Rektor“ – entstand angeblich durch den Brauch eines Schulrektors der Stadt, der noch Anfang des 19. Jahrhunderts jeden Samstag mit seinen Schülern an dieser Stelle Andacht abhielt und Muttergotteslieder sang.
Im unteren Bereich der alten Würzburger Straße, beim alten Standort der Rektorskapelle, zerschoss die preußische Artillerie im Deutschen Krieg 1866 beim Gefecht bei Tauberbischofsheim eine Proviantkolonne der Württemberger Kavallerie, die entlang der alten Würzburger Straße am Edelberg zwischen Gützberg und dem Forstbuckel Stellung nahm. Da die Gefallenen damals meistens dort, wo sie gefallen waren, begraben wurden, befindet sich im Bereich des alten Standorts der Rektorskapelle ein Massengrab mit etwa 239 gefallenen Soldaten. Später wurde in diesem Bereich das Württembergische Kriegerdenkmal errichtet. Die historische Kapelle stand gegenüber dem württembergischen Monument.
Die Kapelle wurde zwischen 1968 und 1970 zum jetzigen Standort im Bereich des Tauberbischofsheimer Trimm-dich-Pfads transloziert. Der heutige Standort ist über den Hammbergsteig zu erreichen, der von der Albert-Schweitzer-Straße abzweigt und bis zur Rektorskapelle am Rand des gleichnamigen Walddistrikts Hammberg führt.

## Architektur
Vier dorische Ecksäulen in einer Ausformung der deutschen Renaissance tragen ein Zeltdach mit quadratischem Grundriss, unter dem vor einem Mauerwerkschirm eine moderne Pietà – eine Darstellung Marias mit dem toten Jesus – Aufstellung gefunden hat. Die Seitenwände waren am alten Standort geschlossen, wie eine alte Skizze zeigt. Am neuen Standort handelt es sich um einen offenen Kapellenbau. Die vier Säulen und das Dach blieben erhalten. Aufgrund des heimatgeschichtlichen und wissenschaftlichen Aussagewertes der Kapelle besteht an ihrer Erhaltung öffentliches Interesse. Die Kapelle steht daher als Kulturdenkmal der Stadt Tauberbischofsheim unter Denkmalschutz.